# Família Láscaris
A família Láscaris (em grego: Λάσκαρις/Λάσκαρης; romaniz.: Laskaris/Lascaris) foi um família nobre bizantina cujos membros formaram a dinastia reinante do Império de Niceia de 1204 a 1261 e permaneceu entre a nobreza sênior até a dissolução do Império Bizantino, ao que muitos emigraram para a Itália e então para Esmirna (muito depois). De acordo com Jorge Paquimeres, foram também chamados Tzamantoros (em grego: Tζαμάντουρος). A forma feminina do nome era Lascarina (em grego: Λασκαρίνα).

## Etimologia
A origem do nome é disputada: de acordo com o Oxford Dictionary of Byzantium, a "etimologia "mais provável" deriva da palavra árabe "`askarī" (em árabe: عسكري‎), que significa "guerreiro, soldado". Os estudiosos gregos, contudo, tem sugerido que vem de δάσκαρης, uma variante capadócia para "professor". A primeira ocorrência do nome é em 1059, no testamento de Eustácio Boilas, mas as pessoas mencionadas eram simples camponeses. Outra família de sobrenome Láscaris aparece em Tessalônica de ca. 1180 em diante, mas a relação com a dinastia imperial, se há alguma, é incerta.

## História

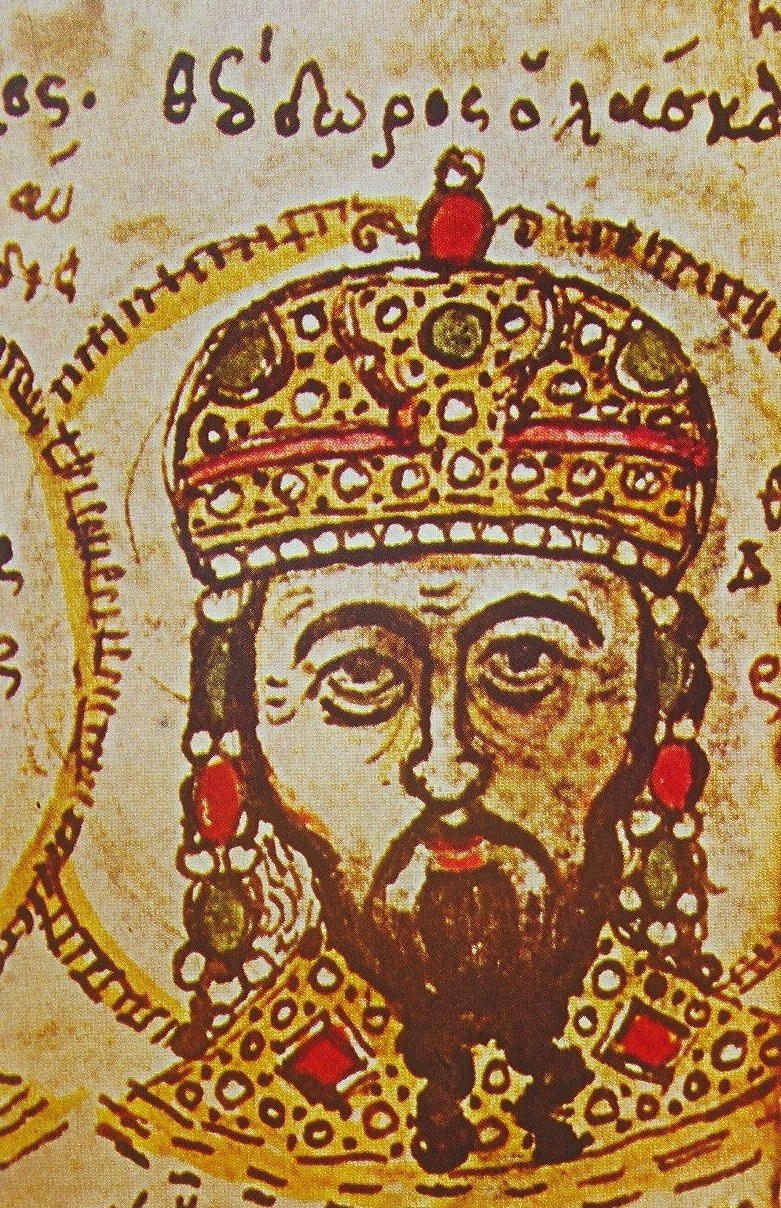
Retrato do século XV representando o fundador da dinastia lascarina, o imperador Teodoro I Láscaris r..

Os primeiros Láscaris de nota foram Constantino e Teodoro, os filhos de Manuel "Manolis" Láscaris (em grego: Μανουήλ Μανώλης Λάσκαρης; romaniz.: Manouel Manolis Laskaris) e Joana Focaina Caratzaina (em grego: Ἰωάννα Φώκαινα Καράτζαινα; romaniz.: Ioanna Phokaina Karatzaina), que tornaram-se proeminentes em Constantinopla durante os anos finais da dinastia Ângelo, quando Teodoro casou-se com Ana Comnena Angelina, uma filha de Aleixo III Ângelo (r. 1195–1203). De acordo com Nicetas Coniates, imediatamente antes do saque da cidade pela Quarta Cruzada, Constantino foi eleito imperador pelo povo, mas fugiu diante dos latinos. Junto com Teodoro, liderou uma resistência antilatina de gregos bizantinos na Ásia Menor, mas foi Teodoro que estabeleceu um novo império no exílio, o Império de Niceia. Havia também três irmãos mais velhos, Manuel, Miguel e Jorge, e dois mais novos, Aleixo e Isaac.[carece de fontes?]
Constantino morreu provavelmente ca. 1211. Teodoro I (r. 1204–1221), cujos filhos Nicolau e João morreram ca. 1212, foi sucedido em 1222 por seu genro, João III Ducas Vatatzes (r. 1222–1254), que casou-se com Irene Lascarina. Vatatzes teve que lutar contra a reivindicação de Isaac e Aleixo, os irmãos de Teodoro I, que fugiram para o Império Latino e procuraram ajuda. A vitória de Vatatzes em Pemaneno em 1224, contudo, foi decisiva: fortaleceu sua posição e anunciou uma longa e bem sucedida ofensiva nicena contra as possessões latinas. Vatatzes morreu em 1254, deixando seu filho, Teodoro II Láscaris (r. 1254–1258) no trono. Ele morreu em 1258, deixando o infante João IV Láscaris (r. 1258–1261) no trono. A facção aristocrática em torno de Miguel Paleólogo então tomou controle do legalista lascárida Jorge Muzalon em um golpe de Estado, e instalou o Miguel como regente e, finalmente, como co-imperador. Após a recaptura de Constantinopla em 1261, Miguel foi coroado como imperador único, enquanto João IV foi ignorado. Logo após, foi cegado e viveu preso até sua morte em 1305.[carece de fontes?]
Sob a dinastia paleóloga, os Láscaris mantiveram uma certa proeminência: vários membros da família foram governadores e cortesãos locais. Entre os membros mais notáveis estavam Manuel Láscaris, doméstico das escolas ca. 1320, e Aleixo, um grande heteriarca ca. 1370. João Pegonita Láscaris foi um compositor que viveu na Creta veneziana na primeira metade do século XV, enquanto os estudiosos Constantino Láscaris e João Rindacenos Láscaris estavam entre os muitos que fugiram da queda do Império Bizantino pelos otomanos e encontraram refúgio na Itália, onde ajudaram a desencadear o Renascimento.

### Itália
Em 1269 o conde de Ventimiglia, Guilherme Pietro I Balbo casou-se com Eudóxia Lascarina, filha do imperador Teodoro II Láscaris e assumiu seu prestigioso nome. A partir deles começou a dinastia dos Láscaris de Tenda. Eles mantiveram a soberania do Condado de Tenda até 1501 quando o último deles, Ana Lascarina, casou-se com Renato de Saboia e transferiu o condado para seu ramo cadete da dinastia Saboia. O mais famoso expoente deste ramo dos Láscaris foi Beatriz de Tenda.[carece de fontes?]